# جيزكازغان
جيزكازغان (Жезказган) هي مدينة في مقاطعة أوبليس كراغندي في كازاخستان.
يبلغ عدد سكانها حوالي 112154 نسمة.

## المناخ
يظهر الجدول التالي التغييرات المناخية على مدار السنة لجيزكازغان:
| البيانات المناخية لـجيزكازغان     | البيانات المناخية لـجيزكازغان | البيانات المناخية لـجيزكازغان | البيانات المناخية لـجيزكازغان | البيانات المناخية لـجيزكازغان | البيانات المناخية لـجيزكازغان | البيانات المناخية لـجيزكازغان | البيانات المناخية لـجيزكازغان | البيانات المناخية لـجيزكازغان | البيانات المناخية لـجيزكازغان | البيانات المناخية لـجيزكازغان | البيانات المناخية لـجيزكازغان | البيانات المناخية لـجيزكازغان | البيانات المناخية لـجيزكازغان |
| الشهر                             | يناير                         | فبراير                        | مارس                          | أبريل                         | مايو                          | يونيو                         | يوليو                         | أغسطس                         | سبتمبر                        | أكتوبر                        | نوفمبر                        | ديسمبر                        | المعدل السنوي                 |
| --------------------------------- | ----------------------------- | ----------------------------- | ----------------------------- | ----------------------------- | ----------------------------- | ----------------------------- | ----------------------------- | ----------------------------- | ----------------------------- | ----------------------------- | ----------------------------- | ----------------------------- | ----------------------------- |
| الدرجة القصوى °م (°ف)             | 5.0 (41.0)                    | 9.0 (48.2)                    | 27.4 (81.3)                   | 34.2 (93.6)                   | 37.2 (99.0)                   | 43.0 (109.4)                  | 42.2 (108.0)                  | 42.4 (108.3)                  | 39.9 (103.8)                  | 30.5 (86.9)                   | 22.0 (71.6)                   | 9.8 (49.6)                    | 43.0 (109.4)                  |
| متوسط درجة الحرارة الكبرى °م (°ف) | −8.5 (16.7)                   | −7.1 (19.2)                   | 0.6 (33.1)                    | 15.7 (60.3)                   | 23.4 (74.1)                   | 29.9 (85.8)                   | 31.3 (88.3)                   | 29.8 (85.6)                   | 23.2 (73.8)                   | 13.7 (56.7)                   | 2.2 (36.0)                    | −5.7 (21.7)                   | 12.4 (54.3)                   |
| المتوسط اليومي °م (°ف)            | −13.0 (8.6)                   | −12.3 (9.9)                   | −4.5 (23.9)                   | 8.6 (47.5)                    | 16.2 (61.2)                   | 22.6 (72.7)                   | 24.4 (75.9)                   | 22.5 (72.5)                   | 15.2 (59.4)                   | 6.3 (43.3)                    | −2.8 (27.0)                   | −10.2 (13.6)                  | 6.1 (43.0)                    |
| متوسط درجة الحرارة الصغرى °م (°ف) | −17.6 (0.3)                   | −17.3 (0.9)                   | −9.0 (15.8)                   | 2.2 (36.0)                    | 8.7 (47.7)                    | 14.5 (58.1)                   | 16.8 (62.2)                   | 14.4 (57.9)                   | 7.1 (44.8)                    | −0.1 (31.8)                   | −7.1 (19.2)                   | −14.6 (5.7)                   | −0.2 (31.6)                   |
| أدنى درجة حرارة °م (°ف)           | −40.0 (−40.0)                 | −41.1 (−42.0)                 | −36.1 (−33.0)                 | −15.6 (3.9)                   | −6.6 (20.1)                   | −2.2 (28.0)                   | 3.9 (39.0)                    | −2.6 (27.3)                   | −11.4 (11.5)                  | −19.0 (−2.2)                  | −37.2 (−35.0)                 | −40.0 (−40.0)                 | −41.1 (−42.0)                 |
| الهطول مم (إنش)                   | 19 (0.7)                      | 16 (0.6)                      | 16 (0.6)                      | 17 (0.7)                      | 19 (0.7)                      | 17 (0.7)                      | 18 (0.7)                      | 11 (0.4)                      | 5 (0.2)                       | 16 (0.6)                      | 17 (0.7)                      | 16 (0.6)                      | 187 (7.4)                     |
| متوسط الأيام الممطرة              | 1                             | 2                             | 4                             | 6                             | 9                             | 8                             | 8                             | 5                             | 4                             | 6                             | 5                             | 2                             | 60                            |
| متوسط الأيام المثلجة              | 17                            | 13                            | 7                             | 2                             | 0.3                           | 0                             | 0                             | 0                             | 0.03                          | 2                             | 8                             | 14                            | 63                            |
| متوسط الرطوبة النسبية (%)         | 78                            | 76                            | 75                            | 56                            | 48                            | 40                            | 41                            | 40                            | 43                            | 60                            | 76                            | 79                            | 59                            |
| المصدر: погода и климат           |                               |                               |                               |                               |                               |                               |                               |                               |                               |                               |                               |                               |                               |